# Leo von Klenze
Leo von Klenze (Hildesheim, 1784. február 29. – München, 1864. január 27.) német klasszicista műépítész.

## Életpályája
Itáliában tett utazása után 1808-ban Jeromos vesztfáliai király (Jérôme Bonaparte) udvari építője lett; 1815-ben Münchenbe hívták, ahol I. Lajos bajor király udvari építészeként számos nevezetes középületet készített. A Hadügyminisztérium (1824–30), az Odeon (1824–28), Miksa herceg palotája; a Bramante-stílusban épült régi képtár, a királyi palota, a neobizánci stílusú Mindenszentek temploma az ő művei. Regensburg közelében az 1830-ban megkezdett Walhalla építését 1842-ben fejezte be. 1839-ben Szentpétervárra ment, hogy ott az Izsák székesegyház építését vezesse. Építésze volt II. Lajos bajor király kastélyának, a Neuschwanstein kastélynak. 1809–1853 között a belügyminisztériumban a főépítészeti hivatal elnöke volt. Festőként is működött.

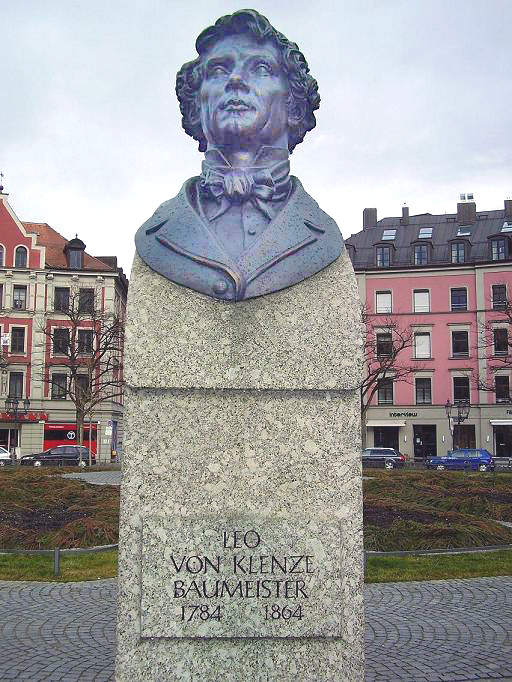
Klenze-szobor Münchenben, Friedrich Brugger alkotása, 1867

## Írásai
- Sammlung architektonischer Entwürfe (München 1831-1850, 10 füzet)
- Versuch einer Wiederherstellung des toscanischen Tempels nach seinen historischen u. technischen Analysen (München 1882)
- Der Tempel des Olympischen Jupiter zu Agrigent (Stuttgart 1821)
- Aphoristische Bemerkungen, gesammelt auf einer Reise nach Griechenland (Berlin 1838)
- Die Walhalla in artistischer u. technischer Beziehung (München 1843)